# Куниченки
Куниченки — деревня в Юрьянском районе Кировской области в составе Загарского сельского поселения.

## География
Находится на расстоянии примерно 9 километров на северо-восток от поселка Мурыгино.

## История
Известна с 1678 года как деревня Чижевская с 1 двором. В 1764 году учтено в ней 23 жителей. В 1873 в деревне (уже Чижевская или Куницына) отмечено дворов 11 и жителей 67, в 1905 18 и 128, в 1926 20 и 104, в 1950 15 и 49, в 1989 оставалось 2 постоянных жителя. Деревня ныне имеет дачный характер.

## Население
Постоянное население  не было учтено как в 2002 году, так и в 2010.